# Бержерон, Тур
Тур Бержерон (швед. Tor Bergeron; 15 августа 1891 года ― 13 июня 1977 года) ― шведский метеоролог. 
Сформулировал механизм образования осадков в облаках. В 1930-х годах Бержерон и У. Финдейзен разработали концепцию, согласно которой облака содержат как переохлажденную воду, так и кристаллы льда. Согласно идее Бержерона, большая часть осадков образуется в результате испарения воды из небольших переохлаждённых капель и нарастания на кристаллы льда, которые затем падают в виде снега или тают и падают в виде холодного дождя, в зависимости от температуры окружающего воздуха. Этот процесс известен как процесс Бержерона и считается основной причиной, по которой образуются осадки.
Бержерон был одним из ведущих учёных Бергенской школы метеорологии, которая внесла большой вклад в эту науку, представив новую концептуальную основу для понимания и предсказания погоды. Разрабатывая инновационные методы прогнозирования, учёные Бергенской школы установили понятие погодных фронтов и разработали новую модель внетропических циклонов, объясняющих их зарождение, рост и разрушение. Бержерону приписывают открытие процесса окклюзии, который отмечает заключительную стадию жизненного цикла внетропического циклона.
В 1949 году Бержерон был награждён Золотой медалью Симонса Королевского метеорологического общества. В 1966 году он был удостоен престижной Премии Международной метеорологической организации от Всемирной метеорологической организации